# 江戸相撲天明2年2月場所
江戸相撲天明2年3月場所（えどすもうてんめい2ねん2がつばしょ）は、天明2年（1782年）2月に開催された江戸相撲（大相撲の前身）の本場所。興行場所は浅草八幡神社。

## 幕内番付・星取表
| 東   | 東           | 東             | 番付      | 西             | 西              | 西   |
| 備考 | 成績         | 力士名         | 番付      | 力士名         | 成績            | 備考 |
| ---- | ------------ | -------------- | --------- | -------------- | --------------- | ---- |
|      | 5勝1敗4休    | 鷲ヶ濱音右エ門 | 大関      | 谷風梶之助     | 6勝1敗3休       |      |
|      | 6勝1分1預2休 | 虹ヶ嶽杣右エ門 | 関脇      | 御所車今右エ門 | 全休            |      |
|      | 5勝1敗1預3休 | 渦ヶ淵勘太夫   | 小結      | 宮城野大八     | 4勝1分1預4休    |      |
|      | 全休         | 岩戸崎浪右エ門 | 前頭筆頭  | 片男波小三郎   | 1勝3敗1分5休    |      |
|      | 4勝3敗1預2休 | 筆ノ海金右エ門 | 前頭2枚目 | 伊名川政右エ門 | 6勝1敗1預2休    |      |
|      | 2勝1分7休    | 八ヶ峰住右エ門 | 前頭3枚目 | 高崎市十郎     | 1勝3敗1分2預3休 |      |
|      | 3勝2敗5休    | 鞍手山森右エ門 | 前頭4枚目 | 外ヶ濱浪右エ門 | 3勝3敗2預2休    |      |

## 備考
- この時代の江戸相撲においては優勝力士という概念は存在していないが、後に定められた優勝制度を遡って準用することができる。本場所においては、虹ヶ嶽が優勝相当となる。
- 場所の7日目、谷風が幕下の小野川喜三郎に敗れる。連勝は足掛け8場所、63連勝で止まる。この記録は、双葉山定次が1936年から1939年にかけて69連勝するまで史上1位の記録であった。